# بولشه‌بادراکوو
بولشه‌بادراکوو (انگلیسی: Bolshebadrakovo) یک شهرک در شهرستان بورایفسکی باشقیرستان کشور روسیه است.